# Bernard Wiecki

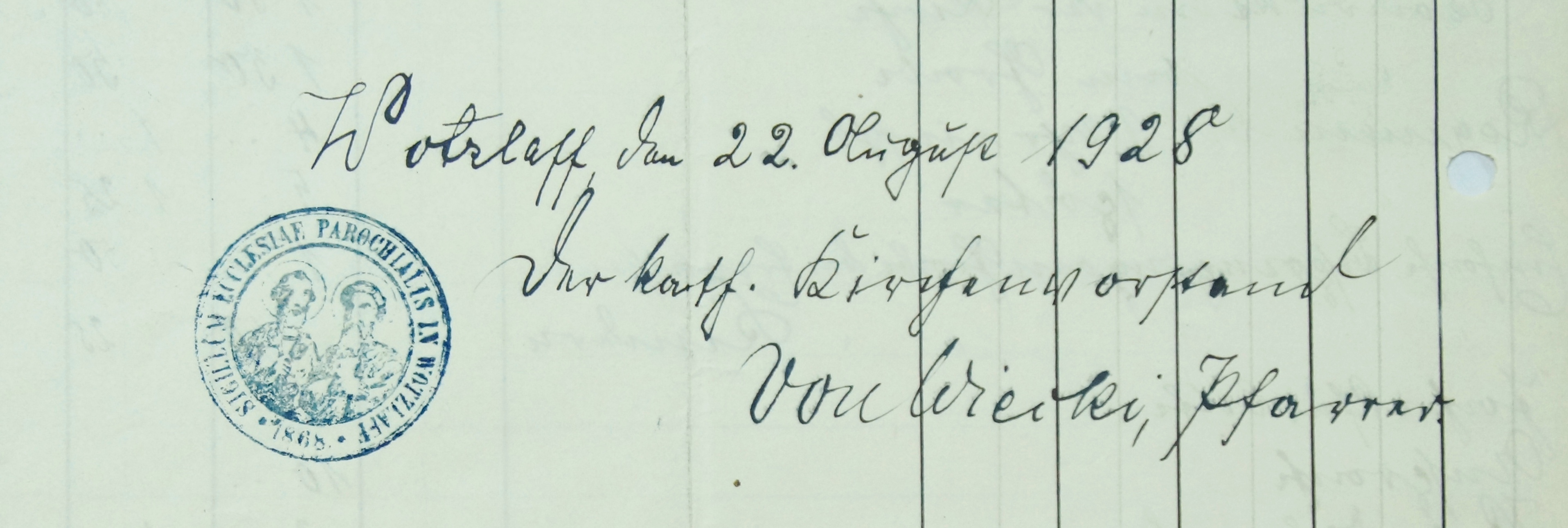
Fragment dokumentu z 1928 r. z pieczęcią parafii katolickiej pw. św. św. Piotra i Pawła w Wocławach i podpisem ks. Bernarda Wieckiego (Archiwum Archidiecezjalne w Gdańsku).

Bernard Antoni Wiecki (ur. 29 lutego 1884 w Szatarpach, zm. prawdopodobnie 11 stycznia 1940 w Stutthofie, według innych źródeł w Gdańsku-Nowym Porcie lub Piaśnicy) – polski duchowny katolicki, działacz i polityk polskiego ruchu narodowego w Wolnym Mieście Gdańsku.

## Życiorys
Urodzony w rodzinie drobnego właściciela ziemskiego Rudolfa i Pauliny z Golińskich; ochrzczony 8 marca 1884 w Wysinie; pochodził ze starej kaszubskiej rodziny szlacheckiej, pieczętującej się herbem własnym. Od 1896 był uczniem Collegium Marianum w Pelplinie, następnie progimnazjum w Kościerzynie (gdzie był szykanowany przez niemieckich nauczycieli) i - dzięki stypendium polskiego Towarzystwa Pomocy Naukowej w Chełmnie - gimnazjum w Reszlu (1904-1906), w którym zdał maturę (12 marca 1906). W latach 1906–1910 studiował w Seminarium Duchownym w Pelplinie, gdzie 13 marca 1910 przyjął święcenia kapłańskie z rąk biskupa sufragana Jakuba Klundera. Po święceniach był wikariuszem parafii w Pluskowęsach, Papowie Biskupim, Ostródzie (1910-1911), Gdańsku-Emaus, Gdańsku-Oliwie (1911-1914) i Skarszewach (1914-1916). W latach 1910–1925 należał do Towarzystwa Naukowego w Toruniu. W latach 1916–1918 odbył służbę wojskową w armii pruskiej. 
W latach 1918–1923 był wikariuszem w Kaplicy Królewskiej w Gdańsku. W 1922 starał się bezskutecznie o objęcie probostwa w Chmielnie. W latach 1923–1926 pełnił funkcję administratora parafii w Wocławach na Żuławach Gdańskich, w ówczesnym powiecie Niziny Gdańskie. Od 3 stycznia 1927 był proboszczem tej parafii, w której ze względu na swe pogodne usposobienie i życzliwość cieszył się wśród wiernych narodowości niemieckiej i polskiej wielkim uznaniem. 13 maja 1933 został znaleziony przez policję gdańską na ulicy w stanie nietrzeźwym i odtransportowany do aresztu. W związku z tym incydentem w dniach od 27 VI do 4 VII 1933 odprawiał rekolekcje w klasztorze franciszkanów w Stoczku Klasztornym na Warmii. 
W 1934 r. biskup gdański Edward O’Rourke mianował go asystentem kościelnym Towarzystwa Ludowego „Jedność” w diecezji gdańskiej. W trakcie wyborów do parlamentu Wolnego Miasta Gdańska (Volkstag) w kwietniu 1935 r. był kandydatem na posła z listy polskiej, na trzeciej pozycji za Bronisławem Budzyńskim – późniejszym prezesem Gminy Polskiej Związku Polaków (1937-39), i Antonim Lendzionem – wiceprezesem Gminy Polskiej (także zamordowanym w Stutthofie w 1940 r.). 10 marca 1933 r. był jednym z trzech głównych mówców na wiecu przedwyborczym Polonii gdańskiej, który zgromadził ok. 5 tys. osób w Hali Targów przy ul. Wałowej w Gdańsku. W trakcie swojego wystąpienia powiedział, między innymi:  

Nie uświadomionych rodaków należy zapytać, w jakim języku matka uczyła ich pacierza, w jakim języku przemawiał do nich ksiądz przy pierwszej Komunii świętej?

W dniach 10-12 grudnia 1935 r. jako jeden z 39 kapłanów diecezji wziął udział w I Gdańskim Synodzie Diecezjalnym, zwołanym przez biskupa Edwarda O'Rourke. Na synodzie wraz z dziekanem ks. Janem Aeltermannem z Mierzeszyna (zamordowanym przez Niemców już w listopadzie 1939 r.) reprezentował duchowieństwo dekanatu Gdańsk Wieś. 

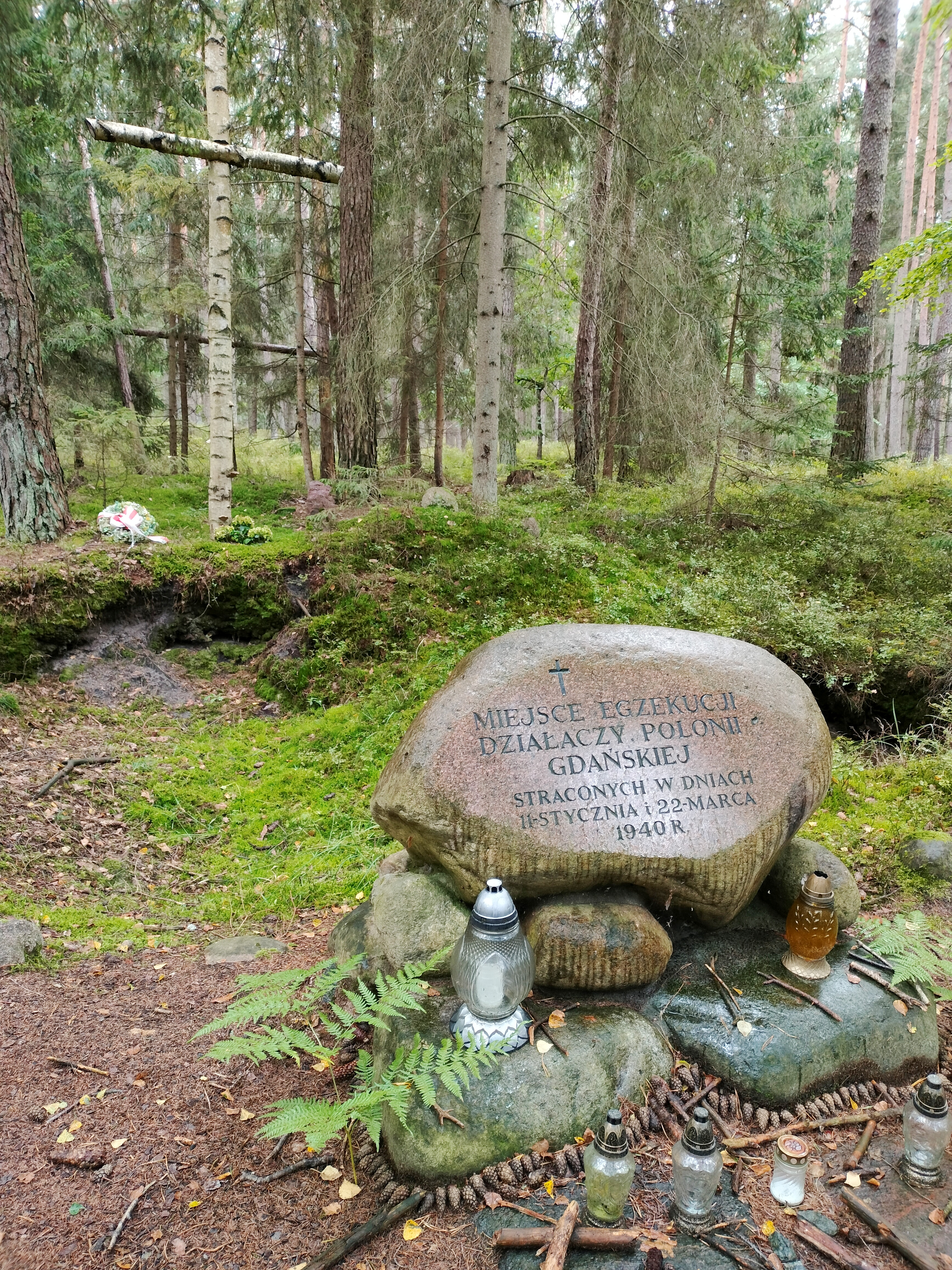
Domniemane miejsce śmierci ks. Bernarda Wieckiego w lesie w pobliżu KL Stutthof.

1 września 1939 został aresztowany w Wocławach i osadzony w tymczasowym więzieniu w Victoriaschule w Gdańsku, a następnie przewieziony do obozu koncentracyjnego Stutthof.  11 stycznia 1940 r. wraz z grupą więźniów przetransportowano go do podobozu w Nowym Porcie. Tego samego dnia zostali oni wywiezieni w nieznanym kierunku na egzekucję, której dokonano, według różnych relacji i źródeł, w Nowym Porcie, w Piaśnicy lub w Sztutowie.  
Działania podejmowane przez niemieckich kapłanów katolickich z dekanatu (m.in. proboszcza z Giemlic), którzy wystawili ks. Wieckiemu swoiste świadectwo moralności donosząc władzom niemieckim, że nigdy nie uprawiał on w swojej parafii „polskiej propagandy”, jak również interwencja w Gestapo podjęta przez biskupa gdańskiego Karola Spletta w obronie ks. Roberta Wohlfeila z Kłodawy i ks. Wieckiego – spełzły na niczym. Ks. Zygmunt Wiecki (ur. 1908), bratanek Bernarda, aresztowany przez Wehrmacht po zajęciu Gdyni, który tak samo jak on trafił do obozu w Nowym Porcie, wspominał po latach (relacja z 1966 r. z archiwum muzeum w Sztutowie)ː  

Brałem tam udział w dwóch tzw. przesłuchach. Chodziło o przyznanie się do Volkslisty. Najpierw odbyło się to na podwórzu. Nawet mnie nie pytali, bo jak im powiedziałem swoje nazwisko, dobrze im znane, bo znali mojego stryja – Bernarda Wieckiego, który z listy polskiej kandydował do Senatu gdańskiego, sprawa była jasna.

Według ks. Zygmunta Wieckiego okoliczności śmierci jego stryja przedstawiały się następująco: 

Pewnego dnia koledzy powiedzieli mi, że na apelu wywołano wszystkich z Rady Portu, a także ks. Władysława Szymańskiego (ja na apele nie chodziłem, wykręcając się stubendienst). Przywieziono wtedy też ze Stutthofu członków Rady Portu, a także ks. Bernarda Wieckiego i ks. Franciszka Rogaczewskiego. Dowiedzieliśmy się, że przeznaczono ich na rozstrzelanie. Było to na początku stycznia 1940 r. Dokładnej daty nie pamiętam. Chciałbym tym samym sprostować te wszystkie wiadomości, jakie spotkałem w publikacjach, ze ks. Wiecki i ks. Rogaczewski byli wśród tych, którzy zostali rozstrzelani w Wielki Piątek 1940 r. Otóż ich tam nie było. Zostali rozstrzelani w styczniu 1940 r. Gdzie, nie wiem. Moim zdaniem zostali rozstrzelani albo na Schiechsstange [tj. w więzieniu na ul. Kurkowej], albo na Biskupie Górce, a pochowani są prawdopodobnie na Biskupiej Górce albo na Zaspie.

## Upamiętnienie

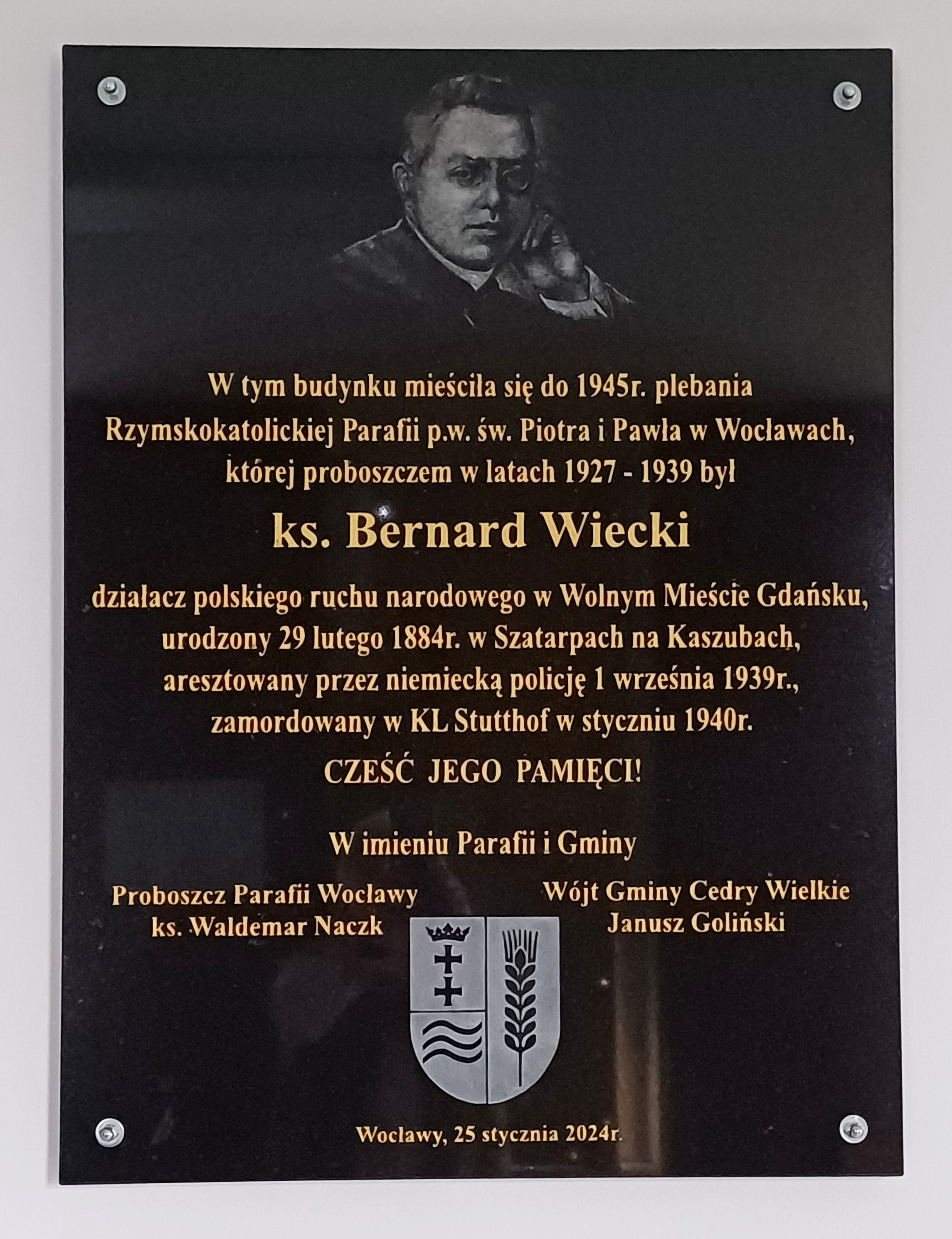
Tablica ku czci ks. Bernarda Wieckiego w szkole w Wocławach (gm. Cedry Wielkie).

25 stycznia 2024 r. (tj. w 79. rocznicę rozpoczęcia tzw. Marszu Śmierci z obozu koncentracyjnego Stutthof, który w dniach 25-26 stycznia przechodził przez teren dzisiejszej gminy Cedry Wielkie), w szkole podstawowej w Wocławach, która mieści się w budynku rozbudowanym z przedwojennej plebanii rzymskokatolickiej (użytkowanej w latach 1923-39 przez ks. B. Wieckiego), odsłonięto tablicę z tekstem o następującej treściː  

W tym budynku mieściła się do 1945 r. plebania rzymskokatolickiej parafii p.w. św. Piotra i Pawła w Wocławach, której proboszczem w latach 1927-1939 był ks. Bernard Wiecki, działacz polskiego ruchu narodowego w Wolnym Mieście Gdańsku, urodzony 29 lutego 1884 r. w Szatarpach na Kaszubach, aresztowany przez niemiecką policję 1 września 1939 r., zamordowany w KL Stutthof w styczniu 1940 r. CZEŚĆ JEGO PAMIĘCI! W imieniu Parafii i Gminyː Proboszcz Parafii Wocławy ks. Waldemar Naczk, Wójt Gminy Cedry Wielkie Janusz Goliński.

Na Cmentarzu Ofiar Hitleryzmu w Gdańsku-Zaspie znajduje się symboliczny nagrobek ks. B. Wieckiego. 

Tablica upamiętniająca księży z terenu Wolnego Miasta Gdańska zamordowanych podczas II wojny światowej, znajdująca się w kaplicy w Söder (gm. Holle) w Dolnej Saksonii.

W kaplicy w Söder (gm. Holle) w Dolnej Saksonii znajduje się tablica upamiętniająca księży z terenu Wolnego Miasta Gdańska zamordowanych podczas II wojny światowej, w tym także ks. B. Wieckiego.  
Tablica poświęcona pamięci ks. Bernarda Wieckiego i 12 tys. męczenników chrześcijańskich XX w. znajduje się również na cmentarzu w miejscowości Schwerzen (gm. Wutöschingen, pow. Waldshut) w Badenii-Wirtembergii. 
17 marca 2024 r. w Kaplicy Królewskiej (obok Bazyliki Mariackiej) w Gdańsku, z inicjatywy gdańskiego oddziału IPN, odsłonięto tablicę poświęconą ks. Bernardowi Wieckiemu. 